# Antonio Faccilongo
Antonio Faccilongo (Roma, 28 febbraio 1979) è un fotografo italiano, autore del reportage Habibi che ha ricevuto numerosi riconoscimenti internazionali, tra cui il World Press Photo Story of the Year nel 2021.

## Biografia
Faccilongo ha iniziato la sua carriera di fotografo lavorando per Il Messaggero di Roma. Nel 2008 ha iniziato ad occuparsi di reportage di interesse internazionale, concentrando la sua attenzione in Asia e Medio Oriente, principalmente occupandosi del conflitto israelo-palestinese, seguendo storie sociali, politiche e culturali.
I suoi lavori sono stati pubblicati sulle più importanti riviste internazionali e hanno ricevuto riconoscimenti del calibro della storia dell’anno del World Press Photo e primo premio nella categoria long-term projects, il Pictures of the Year International e il Getty Editorial Grant.
Nel 2020 il progetto Habibi di Faccilongo è stato il vincitore del FotoEvidence Book Award 2020 with World Press Photo e pubblicato come libro. “Questo premio viene assegnato ogni anno a un fotografo il cui lavoro dimostra coraggio e impegno nel perseguimento dei diritti umani”.
Il libro è stato curato da Sarah Leen, disegnato da Ramon Pez ed è arricchito dalla poesia di Taha Muhammad Ali.

## Opere

### Progetti a lungo termine
- All for Love
- Lose the Roots
- Habibi

### Storie
- I Am Legend
- Huaxi
- Wuchale
- (Single) Women
- Kaitseliit
- Fade Away
- Atomic Rooms

### Documentari video
- Kaitseliit
- The Chinese Dream
- My Brother is an Only Child
- Digital Heroin

## Premi
- 2011 - 1º premio al WOW World Of Women
- 2011 - 1º premio al KLPA Kuala Lumpur International PhotoAwards
- 2011 - 1º premio al IPA International Photography Awards in People
- 2011 - 1º premio al WPGA The Worldwide Photography Gala Awards
- 2011 - 1º premio al Px3 Prix de la Photographie in Feature Category
- 2015 - 1º premio al MIFA in Sport category
- 2016 - 1º premio al Umbria World Fest
- 2016 - 1º premio al LuganoPhotoDays
- 2016 - Best Color Documentary work Gomma Grant
- 2017 - Getty Editorial Grant vincitore
- 2019 - POYi Pictures Of the Year vincitore nella categoria World Understand Award
- 2020 - PDN Photo District News award vincitore nella categoria photojournalism
- 2020 - FotoEvidence Book Award with World Press Photo vincitore
- 2021 - Feature Shoot vincitore
- 2021 - 1st prize nella categoria Long-Term Projects al World Press Photo
- 2021 - World Press Photo Story of the Year